# Ferrari F2007
De Ferrari F2007 is een Formule 1-auto en werd door Scuderia Ferrari gebruikt tijdens het Formule 1 seizoen van 2007. De auto bezorgde Ferrari in 2007 de dubbel, beide wereldkampioenschappen. De auto werd onthuld op het Fiorano Circuit op 14 januari 2007.

## Formule 1-resultaten
| Resultaat                     |
| ----------------------------- |
| Winnaar                       |
| Tweede plaats                 |
| Derde plaats                  |
| Gefinisht (punten)            |
| Gefinisht (geen punten)       |
| Niet geklasseerd (NC)         |
| Uitgevallen (DNF)             |
| Niet gekwalificeerd (DNQ)     |
| Gediskwalificeerd (DSQ)       |
| Niet gestart (DNS)            |
| Gewond (INJ)                  |
| Uitgesloten (EX)              |
| Teruggetrokken (WD)           |
| Niet deelgenomen (blanco cel) |
| vetgedrukt (pole position)    |
| cursief (snelste ronde)       |

| Jaar | Chassis       | Motor      | Banden | Coureurs       | 1   | 2   | 3   | 4   | 5   | 6   | 7   | 8   | 9   | 10  | 11  | 12  | 13  | 14  | 15  | 16  | 17  | Punten | WK-plaats |
| ---- | ------------- | ---------- | ------ | -------------- | --- | --- | --- | --- | --- | --- | --- | --- | --- | --- | --- | --- | --- | --- | --- | --- | --- | ------ | --------- |
| 2007 | Ferrari F2007 | Ferrari V8 | B      |                | AUS | MAL | BHR | SPA | MON | CAN | USA | FRA | GBR | EUR | HON | TUR | ITA | BEL | JPN | CHN | BRA | 204    | Goud      |
| 2007 | Ferrari F2007 | Ferrari V8 | B      | Felipe Massa   | 6   | 5   | 1   | 1   | 3   | DSQ | 3   | 2   | 5   | 2   | 13  | 1   | DNF | 2   | 6   | 3   | 2   | 204    | Goud      |
| 2007 | Ferrari F2007 | Ferrari V8 | B      | Kimi Räikkönen | 1   | 3   | 3   | DNF | 8   | 5   | 4   | 1   | 1   | DNF | 2   | 2   | 3   | 1   | 3   | 1   | 1   | 204    | Goud      |
| Jaar | Chassis       | Motor      | Banden | Coureurs       | 1   | 2   | 3   | 4   | 5   | 6   | 7   | 8   | 9   | 10  | 11  | 12  | 13  | 14  | 15  | 16  | 17  | Punten | WK-plaats |

### Eindstand coureurskampioenschap
- Kimi Räikkönen: 1e (110pnt)
- Felipe Massa: 4e (94pnt)

## Trivia
- De Ferrari F2007 komt voor in de spellen Gran Turismo 5 Prologue, Gran Turismo 5, Gran Turismo PSP, F1 2017 en F1 2018.